# Rytigynia lewisii
Rytigynia lewisii är en måreväxtart som beskrevs av James Robert Tennant. Rytigynia lewisii ingår i släktet Rytigynia och familjen måreväxter. Inga underarter finns listade i Catalogue of Life.